# Morax
Pour les articles homonymes, voir Morax (homonymie).

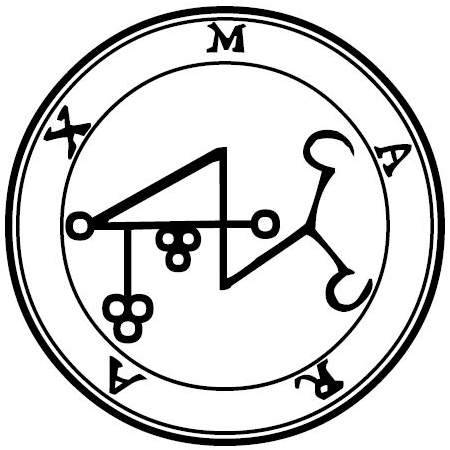
Le sceau de Morax selon Mathers.

Morax, également connu sous le nom de Forai, Foraii, Marax ou encore Farax est un démon issu des croyances de la goétie, science occulte de l'invocation d'entités démoniaques.
Le Lemegeton le mentionne en 21e position de sa liste de démons tandis que la Pseudomonarchia daemonum le mentionne en 15e position.
Il possède les titres de capitaine, de comte et de président de l'enfer et commande trente-six légions.
Son apparence est celle d'un taureau.
Il enseigne les arts libéraux et l'astronomie,.